# 陸上自衛隊印刷補給隊
陸上自衛隊印刷補給隊（りくじょうじえいたいいんさつほきゅうたい）は、市ヶ谷駐屯地に駐屯していた防衛庁長官直轄部隊である。

## 概要
現在の陸上自衛隊中央業務支援隊印刷補給部の前身となる部隊である。隊長は1978年1月30日まで当時の陸上幕僚監部総務課において印刷補給担当を兼任していた。

## 沿革
- 1952年（昭和27年）10月15日：保安隊第一幕僚監部総務課文書班を母体として越中島駐屯地に発足。
- 1956年（昭和31年）9月15日：竹橋駐屯地に移駐。
- 1960年（昭和35年）1月20日：市ヶ谷駐屯地に移駐。
- 2000年（平成12年）3月28日：檜町駐屯地業務隊、陸上自衛隊人事統計隊及び市ヶ谷駐屯地業務隊と統合・再編のうえ、陸上自衛隊中央業務支援隊を新編、陸上自衛隊印刷補給隊は廃止。

## 部隊編成
- 総務科
- 運用科
- 補給科
- 工場

## 主要幹部
| 代 | 氏名                   | 在職期間                        | 前職                                     | 後職                                                         |
| -- | ---------------------- | ------------------------------- | ---------------------------------------- | ------------------------------------------------------------ |
| 01 | 佐々木聖二 （2等陸佐） | 1952年10月15日 - 1954年10月15日 |                                          |                                                              |
| 02 | 讃井貞二 （2等陸佐）   | 1954年10月16日 - 1957年03月15日 |                                          |                                                              |
| 03 | 枝野哲哉 （2等陸佐）   | 1957年03月16日 - 1961年03月15日 |                                          | 陸上自衛隊関西地区補給処総務部長                             |
| 04 | 今久保守光 （2等陸佐） | 1961年03月16日 - 1965年03月15日 |                                          | 東部方面総監部付                                             |
| 05 | 田中和夫 （2等陸佐）   | 1965年03月16日 - 1968年03月15日 | 第1補給隊長 兼 第1師団司令部補給課長     | 陸上自衛隊需品補給処付 →1968年5月7日 停年退官（1等陸佐昇任） |
| 06 | 池田二郎               | 1968年03月16日 - 1970年03月15日 | 第38普通科連隊 →1970年1月1日 1等陸佐昇任 | 練馬駐とん地業務隊長                                         |
| 07 | 小佐野亘               | 1970年03月16日 - 1971年11月15日 | 陸上自衛隊印刷補給隊勤務                 | 東部方面総監部付 →1972年3月16日 退職                         |
| 08 | 高橋良夫               | 1971年11月16日 - 1973年07月15日 | 陸上幕僚監部総務課勤務                   | 陸上幕僚監部総務課勤務                                       |
| 09 | 葛目陸雄               | 1973年07月16日 - 1977年07月31日 | 陸上自衛隊衛生学校勤務                   | 陸上自衛隊調査学校勤務                                       |
| 10 | 佐藤泰雄               | 1977年08月01日 - 1980年03月16日 | 陸上自衛隊九州地区補給処需品部長         | 陸上自衛隊需品学校副校長                                     |
| 11 | 萩原光生               | 1980年03月17日 - 1981年07月31日 | 陸上自衛隊需品補給処総務部長             | 陸上自衛隊需品補給処副処長                                   |
| 12 | 岡澤司                 | 1981年08月01日 - 1982年08月01日 | 陸上自衛隊需品学校教育部長               | 陸上自衛隊需品補給処副処長                                   |
| 13 | 野村吉雄               | 1982年08月02日 - 1983年07月31日 | 陸上自衛隊需品補給処整備部長             | 陸上自衛隊需品補給処勤務                                     |
| 14 | 高瀬津                 | 1983年08月01日 - 1985年08月07日 | 神町駐屯地業務隊長                       | 陸上自衛隊需品補給処整備部長                                 |
| 15 | 鈴村洋文               | 1985年08月08日 - 1987年07月31日 | 陸上自衛隊需品補給処整備部長             | 東部方面総監部勤務                                           |
| 16 | 林貞夫                 | 1987年08月01日 - 1989年07月31日 | 陸上自衛隊会計監査隊 北部方面分遣隊長    | 東部方面総監部勤務                                           |
| 17 | 上橋元治               | 1989年08月01日 - 1991年07月31日 | 東部方面総監部人事部援護業務室長         | 東部方面総監部勤務                                           |
| 18 | 濱本良弘               | 1991年08月01日 - 1993年07月31日 | 陸上自衛隊化学学校総務課長               | 東部方面総監部勤務                                           |
| 19 | 向井一榮               | 1993年08月01日 - 1996年07月31日 | 陸上自衛隊少年工科学校生徒隊長           | 東部方面総監部勤務                                           |
| 20 | 森谷正彦               | 1996年08月01日 - 1998年03月22日 | 陸上自衛隊少年工科学校第1教育部長        | 陸上自衛隊幹部学校付 →1998年6月10日 退職                     |
| 末 | 逢坂啓一               | 1998年03月23日 - 2000年03月27日 | 中部方面調査隊長                         | 通信団本部勤務                                               |